# 賓吉道
賓吉道是香港一條行車道路，位於香港島太平山山頂。此街道以曾先後出任英治時期香港海軍法庭（Registrar of the Vice Admiralty Court）經歷司及警察裁判司（Police Magistrate）的賓吉（1830—1880）而命名。。
山頂小學於1954年由原本位於歌賦山里的舊址遷到賓吉道至今。